# Goliat

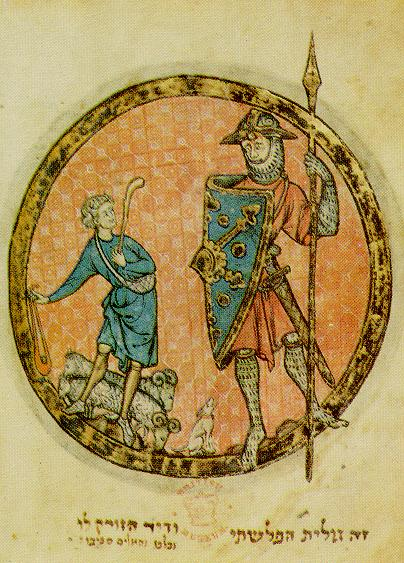
David gegen Goliat, Zeichnung aus Frankreich aus dem 13. Jahrhundert, mit hebräischer Legende

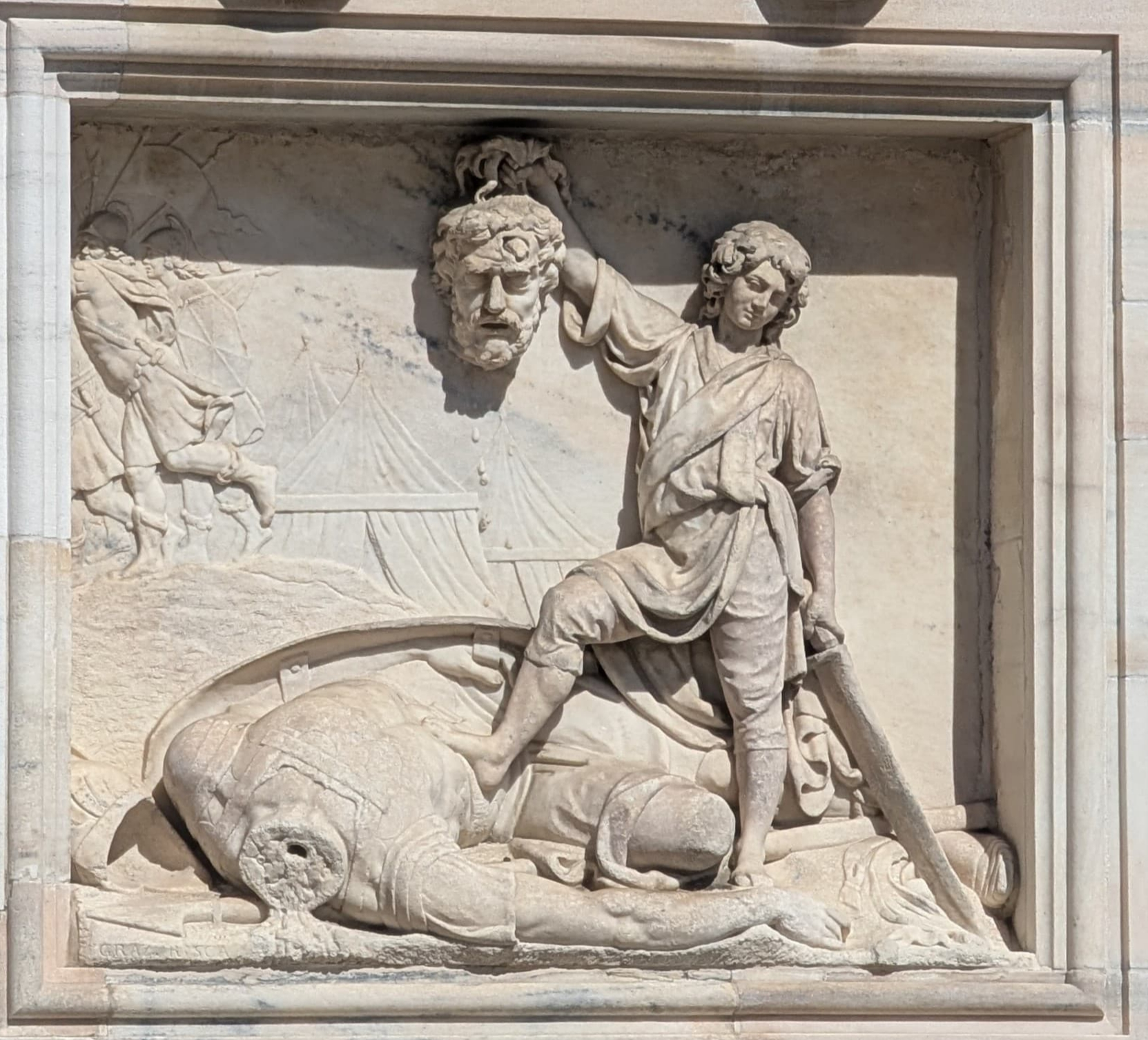
David mit dem Haupt Goliaths. Marmorrelief (1795) des italienischen Bildhauers Grazioso Rusca an der Hauptfassade des Mailänder Doms

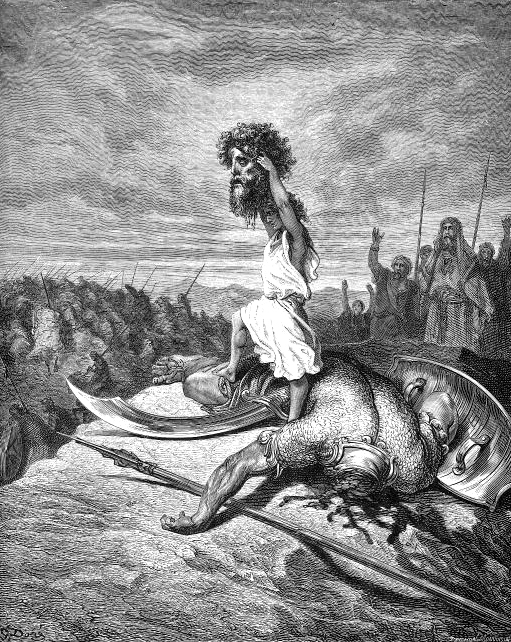
David präsentiert den Kopf des Goliath (Gustave Doré), 1866

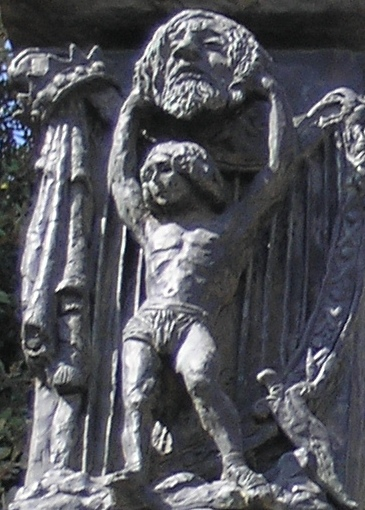
David mit Goliats Kopf, Bildfeld an der großen Knesset-Menora

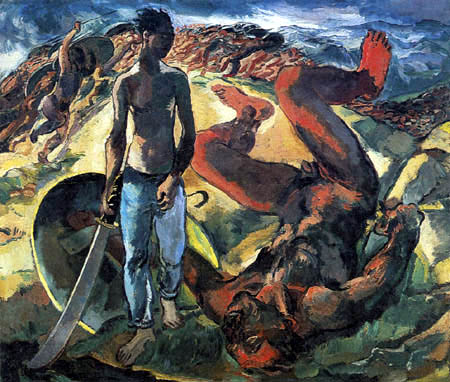
David und Goliath, Gemälde von Albert Weisgerber (1914)

Goliat, häufig auch Goliath (hebräisch גָּלְיָת Goljat; arabisch جالوت, DMG Ǧālūt), aus Gat ist der Name eines legendären riesigen Kriegers der Philister aus dem Tanach (Altes Testament).

## Biblischer Befund
Ausführliche Beschreibungen
Im 1. Buch Samuel wird die Figur des Goliat ausführlich beschrieben:
Im Zusammenhang der Erwählung Davids zum zukünftigen König von Israel erzählt 1 Sam 17  vom Zweikampf des jungen David gegen einen riesigen Krieger der feindlichen Philister. Im Vertrauen auf Gottes Hilfe tritt David dem gewaltigen Gegner entgegen und kann ihn mit seiner Steinschleuder töten:

„Da trat aus dem Lager der Philister ein Vorkämpfer namens Goliat aus Gat hervor. Er war sechs Ellen und eine Spanne groß. Auf seinem Kopf hatte er einen Helm aus Bronze und er trug einen Schuppenpanzer aus Bronze, der fünftausend Schekel wog. Er hatte bronzene Schienen an den Beinen und zwischen seinen Schultern hing ein Sichelschwert aus Bronze. Der Schaft seines Speeres war (so dick) wie ein Weberbaum und die eiserne Speerspitze wog sechshundert Schekel. Sein Schildträger ging vor ihm her.“

„Als der Philister weiter vorrückte und immer näher an David herankam, lief auch David von der Schlachtreihe (der Israeliten) aus schnell dem Philister entgegen. Er griff in seine Hirtentasche, nahm einen Stein heraus, schleuderte ihn ab und traf den Philister an der Stirn. Der Stein drang in die Stirn ein und der Philister fiel mit dem Gesicht zu Boden. So besiegte David den Philister mit einer Schleuder und einem Stein; er traf den Philister und tötete ihn, ohne ein Schwert in der Hand zu haben. Dann lief David hin und trat neben den Philister. Er ergriff sein Schwert, zog es aus der Scheide, schlug ihm den Kopf ab und tötete ihn. Als die Philister sahen, dass ihr starker Mann tot war, flohen sie.“

1 Sam 21  berichtet dementsprechend, wie David einige Zeit später auf seiner Flucht vor dem israelitischen König Saul im Heiligtum in Nob nach einer Waffe fragt und vom Priester Abimelech die Auskunft erhält: 

„Das Schwert des Philisters Goliat, den du im Terebinthental erschlagen hast, liegt hier (…).“

Zusammenfassungen
Im 2. Buch Samuel 2 Sam 21,19 , einer Zusammenfassung der Heldentaten von Davids Gefolgsleuten gegen mächtige Gegner, wird der Riese Goliat in eine Reihe mit drei weiteren riesenhaften Gegnern gestellt, die alle vier den Rafaitern zugeordnet werden. Goliat wird von Elhanan, dem Sohn Jaïrs aus Betlehem, getötet, David ist nur mittelbar als Kriegsherr am Ruhm beteiligt:

„Jischbi aus Nob, ein Rafaïter, dessen Bronzespeer dreihundert Schekel wog und der mit einem neuen Schwert umgürtet war, sagte, er werde David erschlagen. Aber Abischai, der Sohn der Zeruja, kam David zu Hilfe und schlug den Philister tot. Danach kam es bei Gob wieder zum Kampf mit den Philistern. Damals erschlug Sibbechai aus Huscha den Sippai, der zu den Rafaïtern gehörte. Als es wieder einmal bei Gob zum Kampf gegen die Philister kam, erschlug Elhanan, der Sohn Jaïrs aus Betlehem, den Goliat aus Gat, dessen Speer einem Weberbaum glich. Dann kam es noch einmal bei Gat zum Kampf. Da trat ein Mann von riesenhafter Größe auf; er hatte an jeder Hand sechs Finger und an jedem Fuß sechs Zehen, zusammen vierundzwanzig; auch er stammte von Rafa ab. Als er Israel verhöhnte, erschlug ihn Jonatan, der Sohn von Davids Bruder Schima. Diese vier stammten von Rafa aus Gat ab; sie fielen durch die Hand Davids und seiner Krieger.“

Im 1. Buch der Chronik dagegen wird im beinahe gleichen Summarium geschildert, dass Elhanan nur den Bruder Goliats tötet:

„Damals erschlug Sibbechai aus Huscha den Sippai, der zu den Rafaïtern gehörte. Die Philister wurden niedergeworfen. Als es wieder einmal zum Kampf gegen die Philister kam, erschlug Elhanan, der Sohn Jaïrs, den Lachmi, den Bruder Goljats aus Gat, dessen Speer einem Weberbaum glich. Dann kam es noch einmal bei Gat zum Kampf. Da trat ein Mann von riesenhafter Größe auf; er hatte je sechs Finger und sechs Zehen, zusammen vierundzwanzig; auch er stammte von Rafa ab. Als er Israel verhöhnte, erschlug ihn Jonatan, der Sohn von Davids Bruder Schima. Diese stammten von Rafa aus Gat ab; sie fielen durch die Hand Davids und seiner Krieger.“

Die historisch-kritische Bibelwissenschaft geht heute mehrheitlich davon aus, dass viele Details der Goliat-Erzählung in der hebräischen Bibel erst kurz vor der Zeitenwende entstanden und dass auch der Name Goliat als Bezeichnung für Davids Gegner keinen ursprünglichen Bestandteil der Erzählung 1. Samuel 17 darstellt, sondern erst nachträglich von einem Schreiber ergänzt wurde, der die Notiz über die Heldentat des Elhanan kannte. Die andere Erzählung 2. Samuel 21,19 dürfte nach dieser Hypothese als ursprünglicher literarischer Kontext des Namens gelten. Bei der späteren Übernahme des Summariums in 1. Chronik 20 wurde dementsprechend der vorgefundene Widerspruch harmonisiert, indem man Elhanan die Tötung von Goliats Bruder zuschrieb.
Im Alten Testament finden sich besonders im Buch Josua weitere Geschichten über Kämpfe mit Riesenvölkern. Dazu zählen neben den Rafaitern, zu denen die beiden Summarien Goliat zählen, auch die Söhne Anaks (Anakiter) und die Emiter.
Diese Erzählungen von Kampf und Sieg gegen die Riesenvölker Kanaans haben primär keinen historischen, sondern einen theologischen Hintergrund: Indem sich das Volk Israel bedingungslos auf die Führung JHWHs verlässt, ist es ihm möglich, das versprochene Land in Besitz zu nehmen.

## Etymologie
Der Name Goliat selbst hat keine semitische Etymologie. Gemäß den Hypothesen zur Abstammung der Philister wird dafür dieselbe indoeuropäische Wurzel vermutet wie in dem lydischen Namen Alyattes. Ein Team um den Archäologen Aren Maeir von der Bar-Ilan-Universität fand 2005 in der einstigen Philisterstadt Gat eine Tonscherbe mit einer Inschrift in früher semitischer Schrift, auf der zwei Namen genannt sind, die Ähnlichkeiten mit dem Namen Goliat aufweisen und darauf hindeuten, dass es sich bei Goliat durchaus um einen Namen der Philister handeln könnte.

## Beiträge der Altertumsforschung

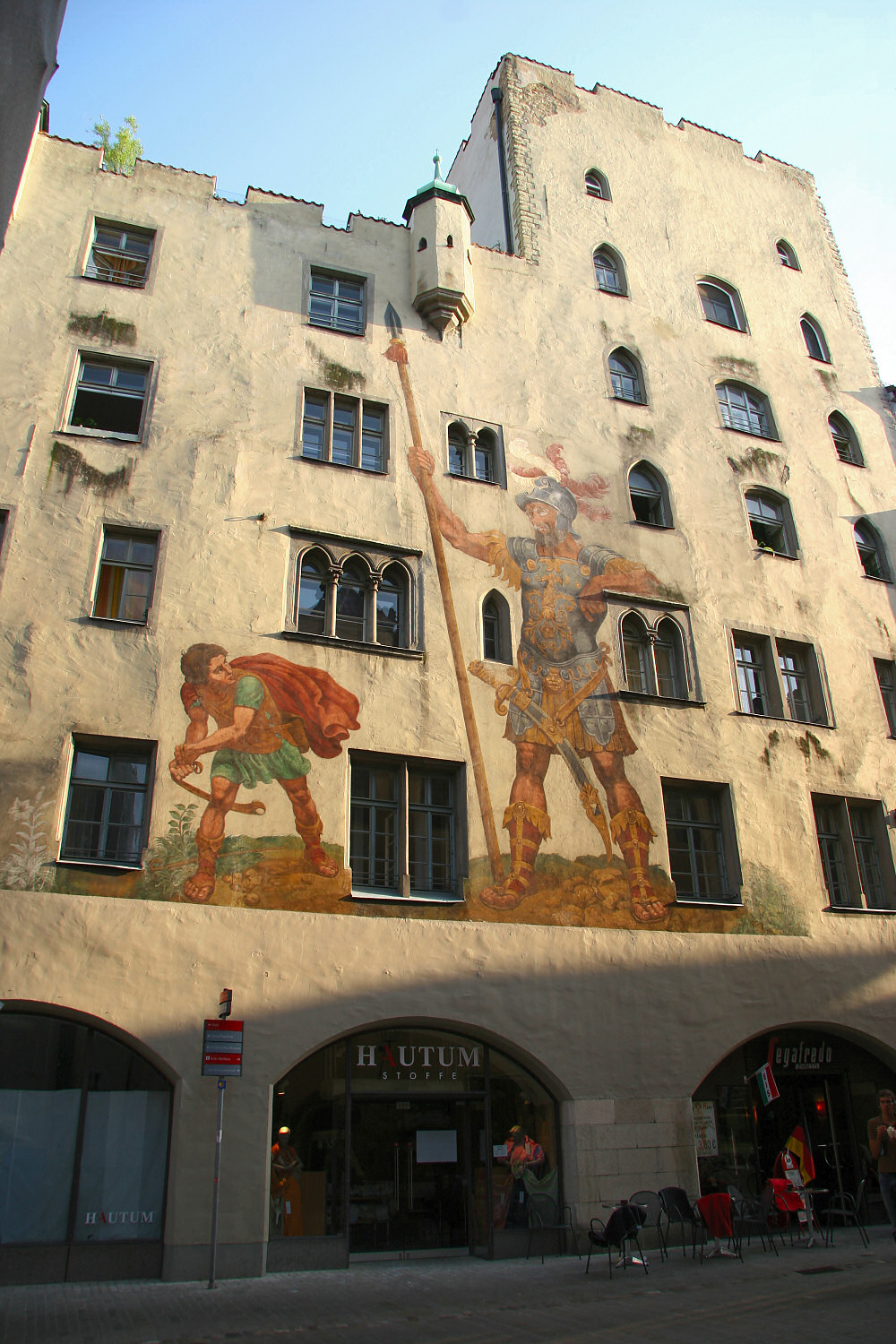
Das Goliathhaus in Regensburg

Die Größe Goliats wird in den Schriftrollen von Qumran mit vier Ellen und einer Handbreit (ungefähr zwei Meter) angegeben, ebenso bei dem jüdischen Historiker Flavius Josephus und in der Septuaginta. In späteren Schriften, die die Grundlage von Lutherbibel und Einheitsübersetzung bilden, sowie in der Vulgata wird seine Größe sogar auf sechs Ellen und eine Handbreit (also ca. drei Meter) gesteigert.
Nach statistischen Untersuchungen der israelischen Altertumsbehörde an männlichen Skeletten aus der Bronze- und Eisenzeit (3000–500 v. Chr.) war der durchschnittliche Mann in biblischer Zeit etwa 1,64 m groß. Immer wieder gibt es jedoch auch Funde deutlich größerer Skelette (1,85–2,00 m), unter anderem aus Gezer. Es gilt als durchaus wahrscheinlich, dass solche überdurchschnittlich hochgewachsenen Männer als Einzel- und Vorkämpfer in den Armeen dienten und so eine Grundlage zur Goliaterzählung lieferten.
Riesen tauchen auch in anderen Quellen der Antike auf. Auf Siegeln und Tempelmauern dieser Zeit befinden sich entsprechende Darstellungen. Ein Beispiel ist der Abu-Simbel-Tempel von Ramses II. in Oberägypten sowie Textüberlieferungen aus Syrien und Ägypten. So zeigt die Goliaterzählung zum Beispiel große Ähnlichkeit mit der altägyptischen Geschichte des Sinuhe aus dem Mittleren Reich, in der Sinuhe den Starken aus Retjenu ebenfalls mit einer List tötet.

## Rezeption
Heute werden in Anlehnung an den biblischen Bericht sehr große Menschen oder Dinge als Goliat bezeichnet. Treten irgendwo zwei sehr ungleiche Gegner gegeneinander an, so spricht man häufig von einem Kampf „David gegen Goliat“.
Die Figur des Goliat ist in viele Bräuche eingegangen. Eine bekannte ist die Riesenfigur des Goliat beim „Ducasse d’Ath“-Festival in Ath (Belgien). Das „David-und-Goliath-Spiel“ war bis ins 20. Jahrhundert im Lungau stark verbreitet; in Ramingstein wird es aufgeführt.
Auf einer der Exemplum-Tafeln des Kurfürsten Joachim II. aus der Werkstatt Lucas Cranachs des Älteren wird der Kampf Davids gegen Goliat dargestellt (ca. 1540/1545).
In Regensburg steht das Goliathhaus, auf dessen Fassade ein monumentales Wandgemälde von Melchior Bocksberger (1573) die gleiche Szene zeigt.
Matthias Claudius reimte das Kinderlied War einst ein Riese Goliath, gar ein gefährlich Mann.
1960 entstand die italienische Bibelverfilmung David und Goliath.
Dagmar und Klaus Heizmann schrieben 2002 ein Kindermusical mit dem Titel David und Goliat.
Der Goliathkäfer ist auf Grund seiner Größe nach dieser Person benannt, ebenso der Goliathfrosch. Eher ironisch ist dagegen die Benennung des Sprengpanzers Goliath zu sehen, der im Verhältnis zu herkömmlichen Panzerfahrzeugen sehr klein war.